# Cockcroft (cràter)
Cockcroft és un cràter d'impacte que està situat en la cara oculta de la Lluna. Es troba al nord-est del cràter Fitzgerald de major grandària, i al sud-est de Evershed.
La vora d'aquest cràter està desgastada i erosionada per impactes posteriors. El cràter satèl·lit Cockroft N envaeix el bord sud-sud-oest. Apareixen petits cràters al llarg de la vora cap al sud-est, est i nord-nord-oest, i un petit cràter se situa en la paret interior oriental. El sòl interior és irregular en alguns llocs, sobretot en la meitat sud, i conté diversos cràters petits i altres diminuts.

## Cràters satèl·lit
Per convenció aquests elements són identificats en els mapes lunars posant la lletra en el costat del punt central del cràter que està més prop de Cockcroft.
|           | \| Cockcroft \| Coordenades \| Diàmetre \| \| --------- \| -------------------------------------- \| -------- \| \| N \| 29° 06′ N, 163° 42′ O / 29.1°N,163.7°O \| 56 km \| |          |
| Cockcroft | Coordenades | Diàmetre |
| N         | 29° 06′ N, 163° 42′ O / 29.1°N,163.7°O | 56 km    |